# 厄尔士山区施托尔贝格
厄尔士山区施托尔贝格（德語：Stollberg/Erzgeb.），简称施托尔贝格（德語：Stollberg，發音：[ˈʃtɔlˌbɛʁk] ⓘ），是德国萨克森州厄尔士山县的城市，曾是施托尔贝格县的县治，面积38.99平方千米，2023年12月31日人口为11,033人。